# Chengcheng
Chengcheng är ett härad som lyder under Weinans stad på prefekturnivå i Shaanxi-provinsen i norra Kina.